# Мертлох
Мертлох (нім. Mertloch) — громада в Німеччині, розташована в землі Рейнланд-Пфальц. Входить до складу району Маєн-Кобленц. Складова частина об'єднання громад Майфельд.
Площа — 10,28 км2. Населення становить 1379 ос. (станом на 31 грудня 2020).